# Sound of Harris
Sound of Harris är ett sund i Storbritannien.   Det ligger i kommunen Yttre Hebriderna och riksdelen Skottland, i den nordvästra delen av landet, 800 km nordväst om huvudstaden London.